# Вальдемар Клінгельгефер
Вальдемар Клінгельгефер (нім. Waldemar Klingelhöfer; 4 квітня 1900, Москва, Російська імперія — 18 грудня 1977, Філлінген, ФРН) — німецький офіцер, штурмбанфюрер СС, командир передової команди «Москва» rusv, що входила до складу айнзацгрупи B.

## Біографія
Вальдемар Клінгельгефер народився 4 квітня 1900 року в Російській імперії в німецькомовній сім'ї. Відвідував гімназію імені кайзера Вільгельма в Касселі. З червня по грудень 1918 року як солдат брав участь у Першій світовій війні. Після війни повернувся в Кассель і там закінчив школу в 1919 році. У 1923 році закінчив навчання в музичній академії як викладач співу. Він давав концерти на ряді спектаклів в Німеччині. З 1935 року був оперним співаком.
1 червня 1930 року вступив НСДАП (квиток № 258 951), а в лютому 1933 року був зарахований до СС (посвідчення № 52 744). З 1934 року був співробітником СД.
У червні 1941 року став заступником Гюнтера Рауша в зондеркоманді 7b. З липня 1941 року очолював передову команду «Москва» в складі айнзацгрупи B. Др 26 жовтня 1941 року передова команда знищила 2457 осіб, включаючи 572 людини, убитих між 28 вересня і 26 жовтня, коли Клінгельгефер керував підрозділом. Клінегельгефер був присутній на стратах і брав в них безпосередню участь: одного разу він особисто застрелив 30 євреїв, які залишили гетто без дозволу.
Після війни постав перед американським судом, який розглядав справу айнзацгруп. Його захищав адвокат Еріх Маєр і його асистент Фердинанд Ляйс. Його звинуватили у вбивстві в цілому 2 557 осіб. 10 квітня 1948 року був визнаний винним за всіма пунктами звинувачення і засуджений до страти через повішення. 31 січня 1951 був помилуваний верховним комісаром США в Німеччині Джоном Макклоєм, в результаті чого його вирок був замінений на довічне ув'язнення. 12 грудня 1956 був звільнений з Ландсбергської в'язниці. Згодом проживав у Філлінгені з 1960 року і працював офісним клерком.

## Нагороди
- Почесний хрест ветерана війни з мечами
- Почесна шпага рейхсфюрера СС[2]
- Хрест Воєнних заслуг 2-го класу з мечами[2]